# Brązogłówka prążkowana
Brązogłówka prążkowana (Psittacella brehmii) – gatunek średniej wielkości ptaka z podrodziny dam w obrębie rodziny papug wschodnich (Psittaculidae). Jest endemitem Nowej Gwinei. Nie jest zagrożony wyginięciem.

## Występowanie
Brązogłówka prążkowana zamieszkuje obszary górskie Nowej Gwinei; można ją spotkać na wysokości 1500–2600 m n.p.m., na półwyspie Huon nawet do 3800 m n.p.m.

## Systematyka
Gatunek ten opisał w 1871 roku Hermann Schlegel, nadając mu nazwę Psittacella brehmii, która obowiązuje do tej pory. Jako miejsce typowe autor wskazał góry na wysokości 4000–5000 stóp, na zachodnim brzegu zatoki Geelvink Bay, tj. góry Arfak. Epitet gatunkowy brehmii upamiętnia Alfreda Brehma (1829–1884) – niemieckiego zoologa, podróżnika i kolekcjonera okazów.

### Podgatunki
Wyróżnia się cztery podgatunki P. brehmii:
- P. brehmii brehmii Schlegel, 1871 – góry półwyspu Ptasia Głowa (północno-zachodnia Nowa Gwinea)
- P. brehmii intermixta E.J.O. Hartert, 1930 – góry zachodnio-środkowej Nowej Gwinei
- P. brehmii harterti Mayr, 1931 – góry półwyspu Huon (północno-wschodnia Nowa Gwinea)
- P. brehmii pallida A.B. Meyer, 1886 – góry wschodnio-środkowej i południowo-wschodniej Nowej Gwinei

## Morfologia
Papuga ta nie osiąga zbyt dużych rozmiarów, długość jej ciała wynosi około 24 cm, a masa ciała 94–120 gramów.
Większość jej ciała jest zielona, z wyjątkiem głowy i gardła, które są czekoladowobrązowe. Na karku, płaszczu, kuprze i pokrywach nadogonowych zielono-czarne prążkowanie. Ma brązowawoszary dziób z jaśniejszymi krawędziami tnącymi oraz czerwone pokrywy podogonowe. Ogon z wierzchu zielony, od spodu brązowy. Samce mają żółte łuki na boku głowy, a samice żółto-czarne prążkowanie na piersi.

## Ekologia
Biotop
Brązogłówka prążkowana zamieszkuje górskie lasy, w tym lasy z zastrzalinem (Podocarpus) i lasy bukanowe (Nothofagus), także obrzeża lasów.
Rozród
Bardzo słabo poznany; ptaka w kondycji lęgowej obserwowano w styczniu, a podloty w maju i czerwcu.
Pożywienie
Odnotowano, że zjada pąki, owoce i liście Homalanthus, twarde jagody, małe twarde nasiona i owoce zastrzalinu.

## Status i ochrona
Międzynarodowa Unia Ochrony Przyrody (IUCN) uznaje brązogłówkę prążkowaną za gatunek najmniejszej troski (LC – Least Concern). Liczebność populacji nie została oszacowana, ale ptak ten opisywany jest jako dość pospolity i szeroko rozprzestrzeniony. Ze względu na brak dowodów na spadki liczebności bądź istotne zagrożenia dla gatunku BirdLife International uznaje trend liczebności populacji za prawdopodobnie stabilny.
Gatunek ten jest ujęty w II załączniku konwencji waszyngtońskiej (CITES).